# ایر کرو
ایر کرو (انگلیسی: Eyre Crowe; زاده ۳۰ ژوئیهٔ ۱۸۶۴ – درگذشته ۲۸ آوریل ۱۹۲۵) دیپلمات اهل پادشاهی متحد بریتانیای کبیر و ایرلند بود. او از سرشناس‌ترین متخصصان امور آلمان در وزارت خارجهٔ بریتانیا بود و بیشتر به این علت شناخته می‌شود که در سال ۱۹۰۷ بیان کرد که سیاست‌های امپراتوری آلمان نسبت به بریتانیا متخاصمانه است و باید برای مقابله با آن اتحاد نزدیکتری با فرانسه برقرار شود که به توافق قلبی انجامید.
در جنگ جهانی اول و همزمان با محاصرهٔ دریایی بریتانیا از سوی آلمان «ادارهٔ محاصره» را تشکیل داد و پس از آتش‌بس با همکاری نزدیک با رئیس‌جمهور فرانسه ژرژ کلمانسو شورای عالی کنفرانس صلح پاریس را اداره کرد. در ۱۹۲۰ به معاون وزیر خارجه شد اما رابطهٔ خوبی با نخست‌وزیر دیوید لوید جرج نداشت.